# 토니 사이프러스
토니 사이프러스(Tawny Cypress, 1976년 6월 8일 ~ )는 미국의 배우이다.

## 출연 작품
- 블랙리스트 : 리뎀션 (2017)
- 언포게터블 시즌3 (2014)
- 홈 (2013) - 로라 역
- 좀비들의 도시 베가스 (2011) - 신디 역
- 브룩클린스 파이니스트 (2009)
- 아미 와이브즈 1 (2007)
- 히어로즈 (2006)
- 벨라 (2006)
- 월드 트레이드 센터 (2006)
- 조니 제로 (2005)
- 뉴욕의 가을 (2000)